# Restauration (image)
Pour les articles homonymes, voir Restauration.
La restauration d'image est une technique d'imagerie numérique qui permet, à l'aide d'un logiciel de retouche d'image, de rendre à une image numérisée l'apparence de son état d'origine.

## Technique
Pour ce faire, l'image est dans un premier temps importée dans l'ordinateur, généralement à l'aide d'un scanner, dans une résolution élevée, qui permet de travailler les détails. Ensuite, à l'aide d'un logiciel de retouche d'image comme Photoshop ou GIMP, l'infographiste dessine littéralement sur l'image, afin d'en supprimer les défauts. Une rayure, par exemple, peut être corrigée à l'aide d'un outil permettant de reconstituer les pixels manquants à partir de ceux qui bordent la rayure. Le travail avec des calques permet de revenir aisément en arrière, mais aussi de jouer sur l'intensité des retouches, afin qu'elles se fondent au mieux dans l'image d'origine.
Cependant, quelle que soit la méthode utilisée, certains problèmes ne sont pas « récupérables » : un trop gros manque dans l'image, un « flou de bougé » trop prononcé, une surexposition, une résolution trop faible, etc. peuvent être des défauts rédhibitoires.

## Outils
La restauration d'image se fait à l'aide de différents logiciels. Les plus communs sont GIMP et Photoshop.
Ces logiciels possèdent différents outils qui permettent de corriger les défauts présents sur les images.
• Outil Tampon de duplication :
Cet outil présente de grands avantages dans la restauration d'images.
Le but de l'outil Tampon de duplication est de dupliquer des éléments qui composent l'image afin de la reconstituer. Cette manipulation se fait via une zone source et une zone de destination.
L’outil Tampon peut être efficace sur diverses matières, comme les vêtements ou les tissus : les pliures présentes sur les vêtements peuvent être corrigées pour recréer une partie des zones effacées. Les parties manquantes sont alors dupliquées de manière à recréer les zones effacées.
• Outil Correcteur :
L’outil Correcteur, dans la restauration d'image, est un moyen utilisé pour modifier automatiquement la zone clonée en rapport avec les éléments qui l’entoure. Cet outil utilise un algorithme comparatif qui a pour but de réaliser une correction optimale.

## Exemples

Comparaison d'images avant et après restauration :
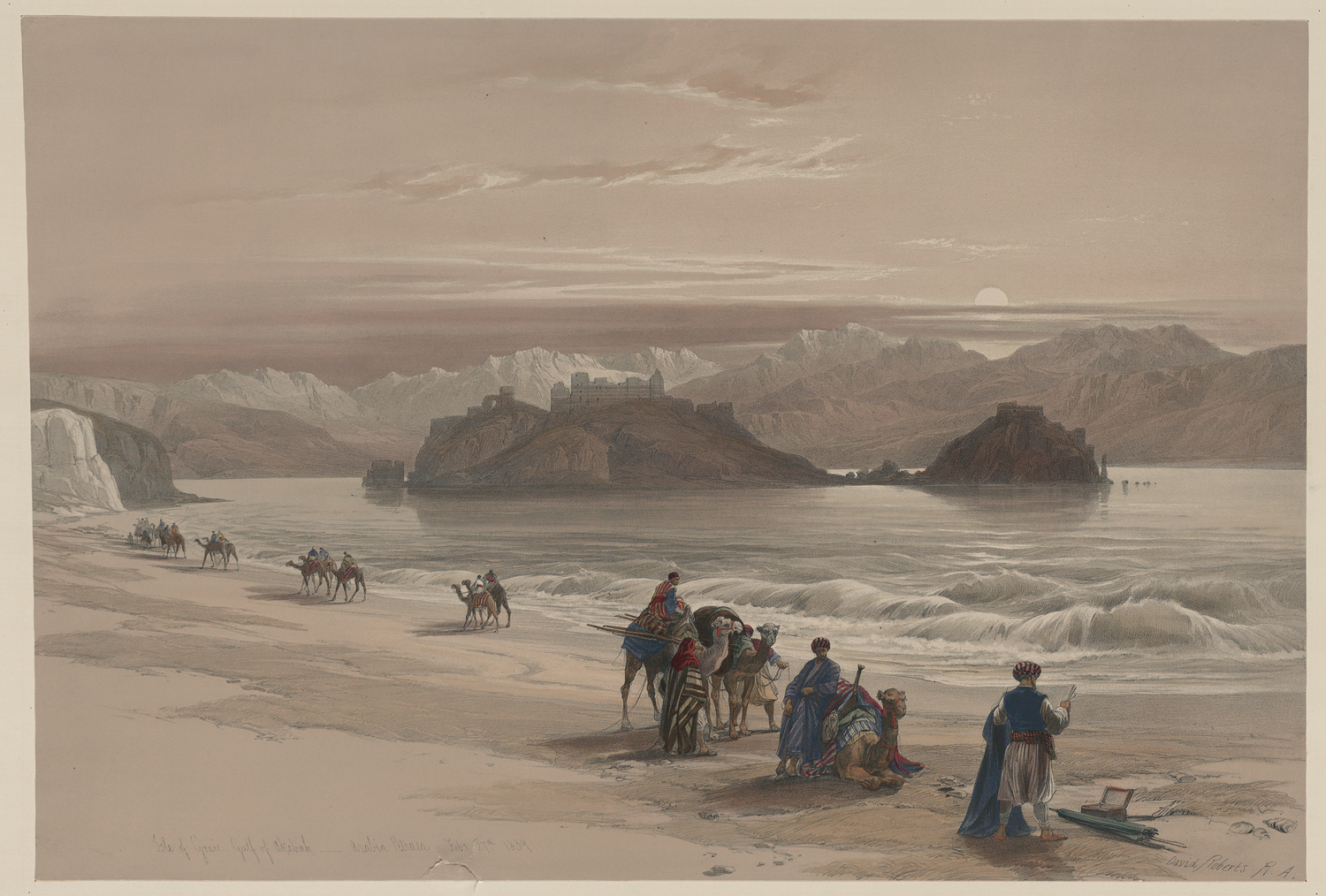
Illustration de l'île du Pharaon, dans le nord du golfe d'Aqaba, au large de la péninsule du Sinaï de l'Égypte orientale. 1839.
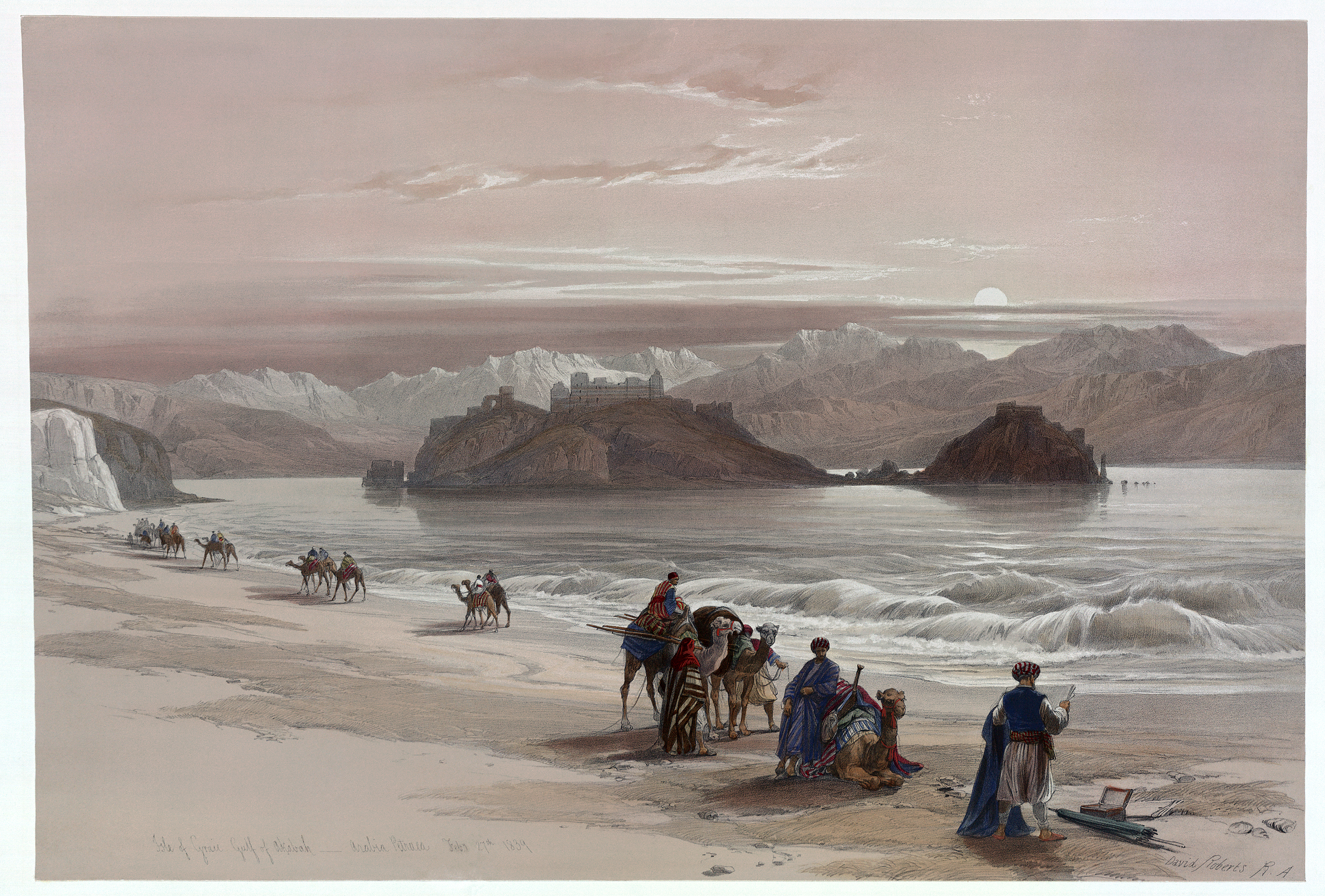
Le même image, restaurée : la luminosité et le contraste ont été augmentés, et le profil colorimétrique recalibré.

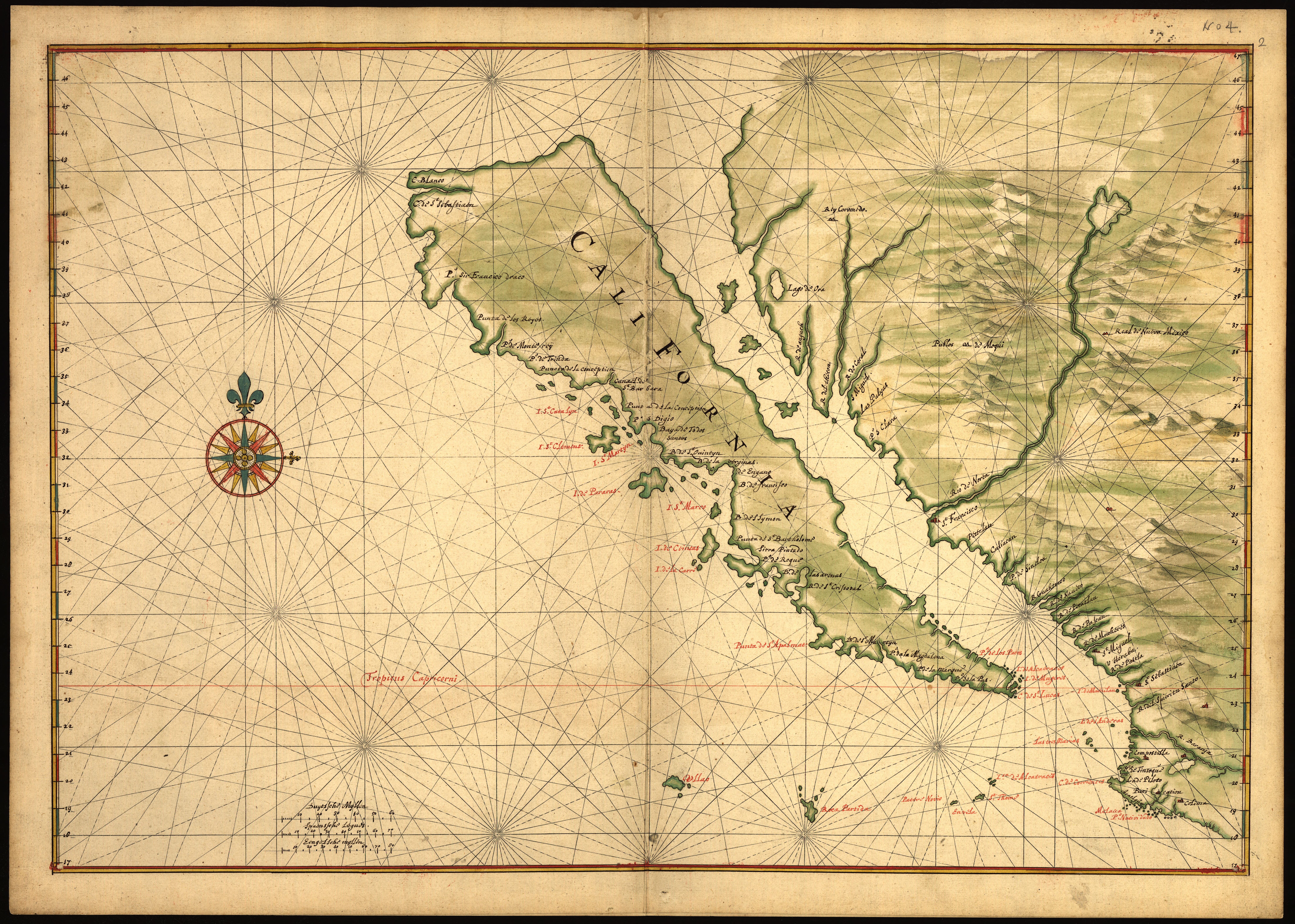
Une carte de Californie du XVIIe siècle : le papier est jauni, les couleurs défraîchies. Sur cette carte, la Californie est représentée comme une île.
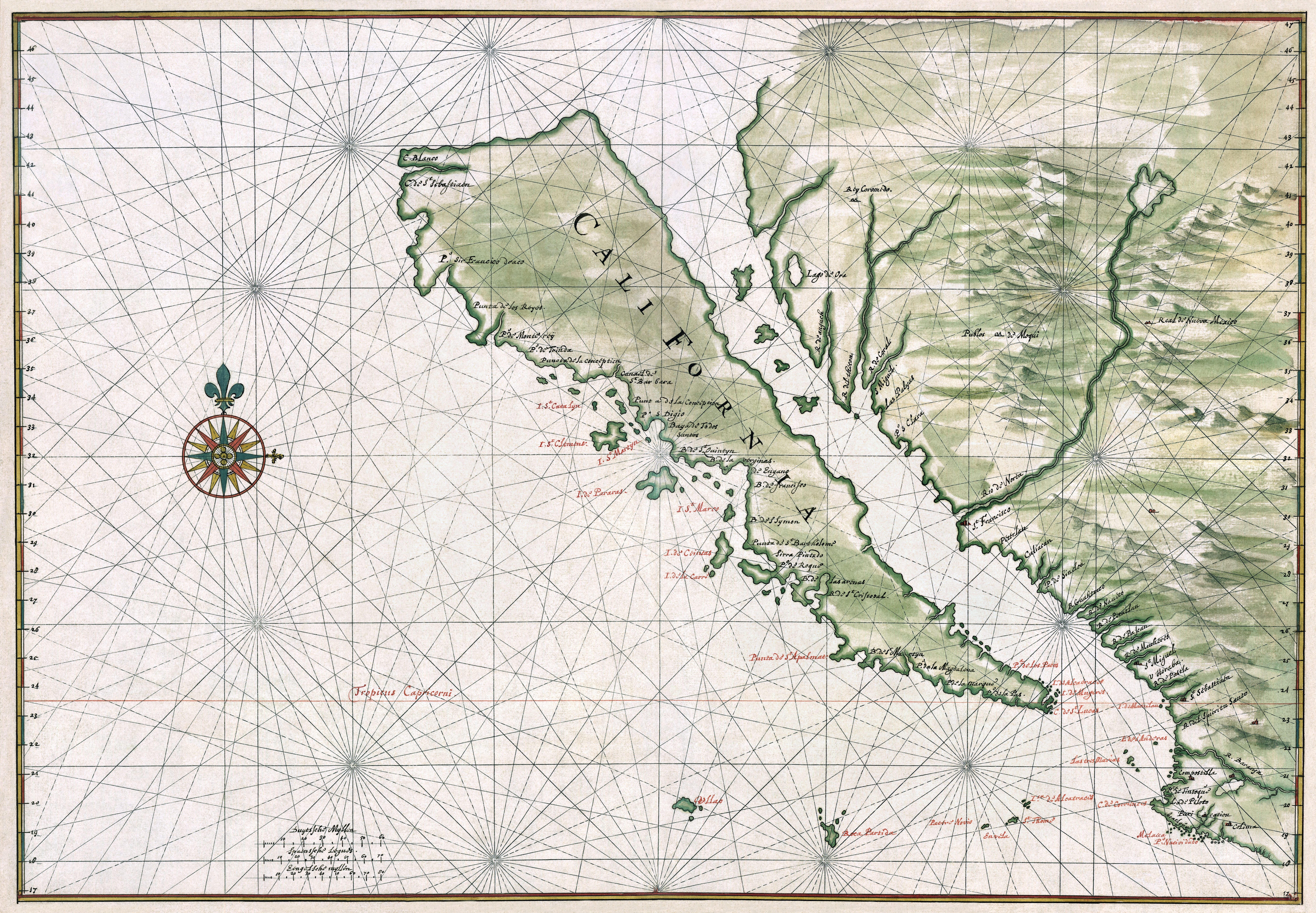
La même, après restauration : le jaunissement, les taches et les pliures du papier ont disparu. Le texte est plus lisible, les couleurs plus vives.